# Глинський Володимир
Володи́мир Глинський (27 червня 1843 — 12 листопада 1920, Коломия) — український культурно-громадський діяч, правник, один з ініціаторів «Руської захоронки» у Коломиї; залишив спогади з 1916 — 1920 рр. Належав до Інституту «Руський Народний дім» у Коломиї. Дочка Глинського Марія була дружиною Мелетія Кічура.

## Життєпис
Народився Володимир Глинський 27 червня 1843 року. Здобув вищу юридичну освіту. Був одружений зі Стефанією-Єленою Шепарович. Якийсь час сім'я мешкала у м. Долині, згодом перебралася до Коломиї. Сталося це не пізніше 1910 року.
Глинський обіймав посаду радника Коломийського суду в 1898 році. Організував читальню «Родина». На час Першої світової війни Глинський був уже емеритом (пенсіонером).
Володимир Глинський був високоерудованою людиною, котра розуміла роль друкованого слова, зібрала власну бібліотеку, серед книг якої була й «Русалка Дністровая» (1837 р.), яку дочка Марія передала Коломийському музею народного мистецтва Гуцульщини та Покуття, при його створенні у 1934 році.
Помер Володимир Глинський у Коломиї 12 листопада 1920 року. Похований на старому українському цвинтарі «Монастирок» у родинному гробівці.